# Syncytium

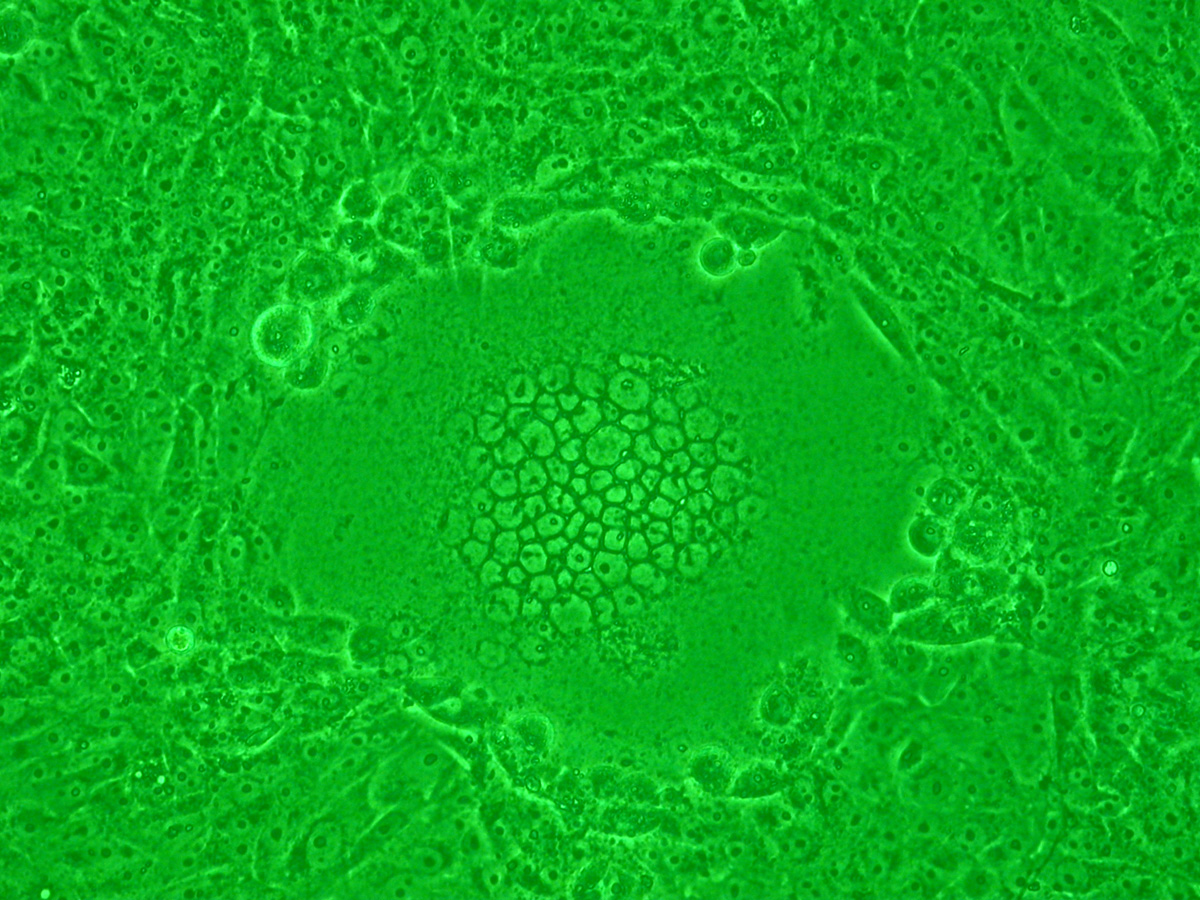
Syncytium wywołane infekcją HSV-1 (zdjęcie mikroskopowe, powiększenie ×100, kontrast fazowy).

Syncytium (łac.), inaczej zespólnia, tegument (łac.) – wielojądrowa komórka (rodzaj komórczaka) powstała poprzez połączenie się (fuzję) luźnych pojedynczych komórek jednojądrowych.
Syncytia występują m.in. u płazińców – przywr, skrzelowców i tasiemców. Na ich powierzchni znajduje się glikokaliks. Chroni pasożyty przed strawieniem przez enzymy trawienne organizmu żywiciela.
Syncytia tworzą także komórki mięśni poprzecznie prążkowanych u kręgowców.